# Valea Adîncă, Stînga Nistrului
Valea Adîncă este satul de reședință al comunei cu același nume din Unitățile Administrativ-Teritoriale din Stînga Nistrului (Transnistria), Republica Moldova. În împrejurimile satului este amplasată rezervația peisagistică Valea Adîncă.